# Оцветители за храни
Оцветителите за храни са разновидност на хранителните добавки, група природни и синтетични багрила, пигменти или други вещества, пригодни за оцветяване на хранителните продукти и напитки. Оцветителите за храни се използват както в промишленото производство на храни, така и в домашната кухня. Оцветителите за храни също се използват в различни несвързани с храната приложения, включително козметика, фармацевтика, медицински изделия.

## Въздействие на хранителните оцветители върху здравето
Измежду оцветителите на храни има и такива, произведени от нефт. Това са ароматни съединения, които обикновено се означават като „въглищно катранни багрила“ (багрила, извличани от каменовъглен катран, на английски: Coal tar Dyes), това са цветовете жълто, оранжево и червено на храни или напитки, черно, лилаво, синьо и така нататък. Въпреки че здравните власти ограничават количеството на тези оцветители, те не забраняват продажбата им. При много хранителни продукти, като например газирани безалкохолни напитки, както и различни закуски, е забранено използването на тези хранителни оцветители. Здравните власти също изискват производителите на храни изрично да посочват на етикета върху опаковката наличието на оцветител.

## Маркировка на оцветители за храни
В България се използва Европейската система за етикетиране на добавките в храните, включително оцветителите, по кодови номера, започващи с буквата Е. Всички номера в обхвата от Е100 до Е199 са резервирани за хранителните оцветители. По-долу са детайли за използваните кодове:
| Е-номер | Име                                                                   | Употреба                                           | Рекомендации |
| E100    | Куркума, Куркумин                                                     | Хранителен оцветител (жълто – оранжево), естествен | Безопасен за използване |
| E101    | Рибофлавин (Витамин B2), дотогава под кодовото наименование Витамин G | Оранжево-жълт оцветител за храна, естествен        | |
| E101a   | Рибофлавин-5-фосфат                                                   | Оранжево-жълто оцветител за храна                  | |
| E102    | Тартразин                                                             | Жълт оцветител за храна                            | Жълто-оранжев изкуствен хранителен оцветител, принадлежи към групата на азо-багрилата, приготвя се от въглищен катран. Тартразинът е вещество, което предизвиква алергични реакции при много хора и е забранен в Норвегия и Австрия. В Съединените щати е наречен Жълто № 5. |
| E103    | Алканин, алканет (Chrysoine resorcinol)                               | Златист хранителен оцветител                       | Изкуствен жълт оцветител за храни. Забранен в САЩ, а в Европа вече не се одобрява за употреба. |